# FABULEUS
fABULEUS is een Leuvens productiehuis voor dans en theater. Het gezelschap ontwikkelde zich in 1995 vanuit een tweejaarlijks internationaal theaterfestival voor jongeren. Tijdens de eerste jaren van zijn bestaan werkte fABULEUS onder de vleugels van de kunsteducatieve organisatie Artforum vzw. In 2006 werd fABULEUS een zelfstandig theatergezelschap met structurele subsidies van de Vlaamse Gemeenschap.
Centraal staat de ontwikkeling van jong artistiek talent. Er zijn twee sporen in de werking van fABULEUS. Het eerste spoor is een professionele productiewerking met jongeren vanaf ongeveer 15 jaar. Het tweede spoor biedt een artistieke context aan jonge professionele theater- of dansmakers die bij fABULEUS hun eerste werk maken, vaak met de focus op een jong publiek.
De artistieke kern van fABULEUS bestaat uit artistiek directeur Dirk De Lathauwer en dramaturg Peter Anthonissen, en er wordt samengewerkt met een uitgebreid netwerk van verwante choreografen en regisseurs zoals Alexandra Broeder, Randi De Vlieghe, Natascha Pire, Koen De Preter, Carl von Winckelmann, Jef Van gestel, Andros Zins-Browne, Ugo Dehaes en Nicole Beutler.
fABULEUS was tijdens zijn beginjaren gehuisvest in de Molens Van Orshoven (Leuven) en werkt sinds 2010 vanuit het Leuvense kunstenhuis OPEK. Het gezelschap speelt in heel Vlaanderen en ook steeds meer internationaal.

## Historiek
- 1995 Eerste officiële fABULEUS-productie ’t Barre Land (Tankred Dorst/Remko Van Damme)
- 1998 Eerste dansproductie Ego Sublimo (Randi De Vlieghe)
- 2000 Meisje Niemand, eerste productie in vorige thuisplek Molens van Orshoven
- 2000 Eerste jonge-makersproductie Mijn benen zijn al lang maar de wereld staat op stelten (Filip Bilsen, Greetje Bilsen, Frauke Depreitere)
- 2002 Begin subsidies Stad Leuven en Provincie Vlaams-Brabant
- 2003 Eerste projectsubsidie dans van Vlaamse Gemeenschap voor Eros Flux (Randi De Vlieghe)
- 2003 Lichtpuntprijs
- 2004 Nominatie 1000Watt-prijs voor Dromen hebben veters (Kabinet K)
- 2005 Eerste nominatie Vlaamse CultuurPrijzen
- 2006 Start structurele subsidies van de Vlaamse Gemeenschap
- 2008 Tweede nominatie Vlaamse CultuurPrijzen, winnaar werd Randi De Vlieghe
- 2010 fABULEUS wordt Leuvens stadsgezelschap en verhuist naar het Openbaar Entrepot